# Paralelo 68 S
O Paralelo 68S é um paralelo no 68° grau a sul do plano equatorial terrestre.

## Dimensões
Conforme o sistema geodésico WGS 84, no nível de latitude 68° S, um grau de longitude equivale a 41,82 km; a extensão total do paralelo é portanto 15.056 km, cerca de 37,5 % da extensão do Equador, da qual esse paralelo dista 7.546 km, distando 2.456 km do polo sul.

## Cruzamentos
O paralelo 68 S cruza terra firme da Antártica em cerca de 25 % de sua extensão, em 3 trechos separados, que incluem a Península Antártica e outros 2 pontos do continente. Os outros três quartos do trajeto são sobre o Oceano Antártico.